# Châtillon – Montrouge (Métro Paris)
Châtillon – Montrouge ist eine oberirdische Station der Pariser Métro. Sie liegt zwischen den Gleisen der Bahnstrecke von Paris-Montparnasse nach Versailles und befindet sich im Pariser Vorort Châtillon. Sie wird von der Métrolinie 13 bedient.
Die Station wurde am 9. November 1976 in Betrieb genommen, als der Abschnitt der Linie 13 von der Station Porte de Vanves bis zur Station Châtillon – Montrouge eröffnet wurde, welche seitdem südlicher Endpunkt der Linie 13 ist.
Seit 2008 ist hier eine automatische Umkehranlage in Betrieb: Die fahrerlose Zug setzt sich am Ankunftsgleis in Bewegung, fährt ein Stück weiter bis über eine Weiche, die Weiche wird umgestellt und der Zug kommt auf dem Abfahrtsgleis zurück. Aus Sicherheitsgründen wurden zu diesem Zweck Trennwände zwischen dem Bahnsteig und den Gleisen mit den zugehörigen Bahnsteigtüren errichtet.
Seit Mitte Dezember 2014 die Linie 6 der Pariser Straßenbahn ihren Betrieb aufnahm, ist Châtillon-Montrouge Umsteigestation zwischen Metro und Straßenbahn.